# Typhloscolex
Typhloscolex är ett släkte av ringmaskar som beskrevs av Busch 1851. Typhloscolex ingår i familjen Typhloscolecidae.
Kladogram enligt Catalogue of Life och Dyntaxa:
| Typhloscolex | \| \| Typhloscolex grandis \| \| \| \| \| \| Typhloscolex leuckarti \| \| \| \| \| \| Typhloscolex muelleri \| \| \| \| \| \| Typhloscolex phyllodes \| \| \| \| \| \| Typhloscolex phylloides \| \| \| \| \| \| Typhloscolex reibischi \| \| \| \| \| \| Typhloscolex robusta \| \| \| \| |
|              | \| \| Typhloscolex grandis \| \| \| \| \| \| Typhloscolex leuckarti \| \| \| \| \| \| Typhloscolex muelleri \| \| \| \| \| \| Typhloscolex phyllodes \| \| \| \| \| \| Typhloscolex phylloides \| \| \| \| \| \| Typhloscolex reibischi \| \| \| \| \| \| Typhloscolex robusta \| \| \| \| |
|              | Sagitella |
|              | |
|              | Travisiopsis |
|              | |
|              | Typhloscolex grandis |
|              | |
|              | Typhloscolex leuckarti |
|              | |
|              | Typhloscolex muelleri |
|              | |
|              | Typhloscolex phyllodes |
|              | |
|              | Typhloscolex phylloides |
|              | |
|              | Typhloscolex reibischi |
|              | |
|              | Typhloscolex robusta |
|              | |

|  | Typhloscolex grandis    |
|  |                         |
|  | Typhloscolex leuckarti  |
|  |                         |
|  | Typhloscolex muelleri   |
|  |                         |
|  | Typhloscolex phyllodes  |
|  |                         |
|  | Typhloscolex phylloides |
|  |                         |
|  | Typhloscolex reibischi  |
|  |                         |
|  | Typhloscolex robusta    |
|  |                         |